# Новокатеринославская волость
Новокатеринославская во́лость — историческая административно-территориальная единица Купянского уезда Харьковской губернии с центром в слободе Новокатеринослав.
По состоянию на 1885 год состояла из 25 поселений, 27 сельских общин. Население — 16363 лица (8095 мужского пола и 8268 — женского), 2891 дворовое хозяйство.
|                        | Площадь, десятин | В том числе пахотной, дес. |
| ---------------------- | ---------------- | -------------------------- |
| Сельских общин         | 32264            | 29466                      |
| Частной собственности  | 12121            | 5353                       |
| Казенной собственности | 4454             | 1005                       |
| Другой собственности   | 316              | 183                        |
| В целом                | 49155            | 36007                      |

### Основные поселения волости[2]
- Новокатеринослав (Сватова Лучка) — бывшая государственная слобода при реке Красная в 58 верстах от уездного города, 6326 человек, 1298 дворов, 2 православные церкви, 2 школы, больница, 2 почтовые станции, почтовая контора, аптека, 3 постоялых двора, 46 лавок, базары, 6 ярмарок в год.
- Боголюбовка — бывшая государственная слобода, 140 человек, 33 двора, православная церковь.
- Гончаровка — бывшее государственное село при реке Красная, 1477 человек, 264 двора, православная церковь, школа.
- Белоцерковское — бывшее государственное село при реке Харин, 1476 человек, 238 дворов, православная церковь, 2 ярмарки в год.
- Коломыйчихино — бывшее государственное село, 1395 человек, 222 двора.
- Куземовка — бывшее государственное село, 1406 человек, 205 дворов, православная церковь, школа, 2 ярмарки в год.

### Храмы волости[3]
- Александро-Невская церковь в селе Белоцерковском (построена в 1864 г.[4])
- Воскресенская церковь в слободе Боголюбовке (построена в 1841 г.[4])
- Крестовоздвиженская церковь в селе Гончаровке (построена в 1875 г.[4])
- Митрофановская церковь в селе Куземовке (построена в 1856 г.[4])
- Покровская церковь в селе Коломыйчихе (построена в 1886 г.[4])
- Андреевская церковь в слободе Сватовой Лучке (построена в 1903 г.[4])
- Сошествиевская церковь в слободе Сватовой Лучке (построена в 1822 г.[4])
- Успенская церковь в слободе Сватовой Лучке (построена в 1788 г.[4])